# 坦克 (品牌)
坦克是中国汽车制造商长城汽车旗下的一个专注于SUV的汽车品牌。

## 历史

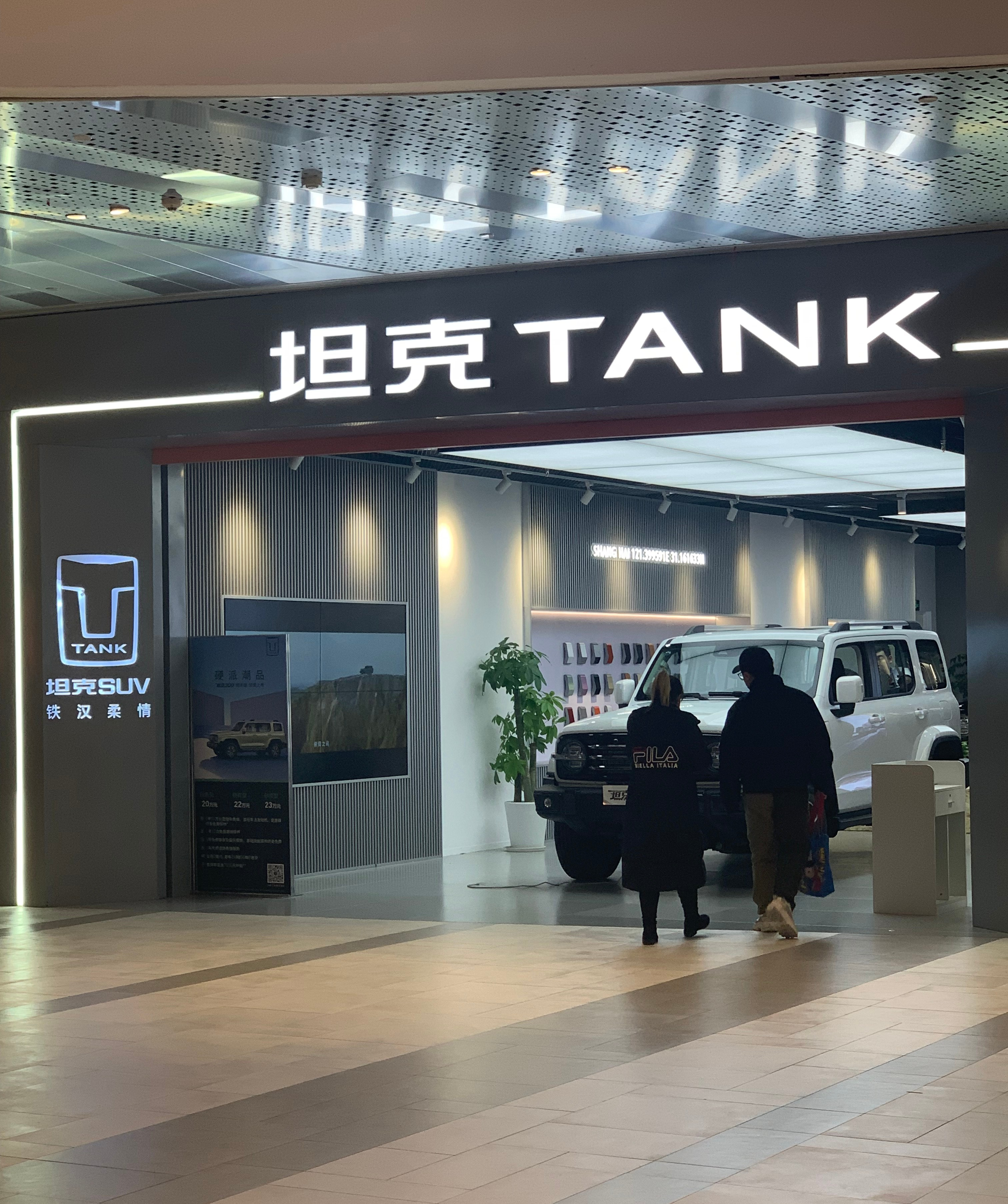
坦克展厅

在2020年12月，坦克300型号以魏牌名下发售后，长城汽车于2021年3月宣布将未来推出越野车型，并以独立的坦克品牌进行市场推广。坦克300是该品牌的第一款车型。在2021年上海车展，推出另外两款越野车型坦克700和坦克800。

## 车型

### 现有
- 坦克300
- 坦克330
- 坦克400
- 坦克500
- 坦克700

### 待发布
- 坦克800[3]

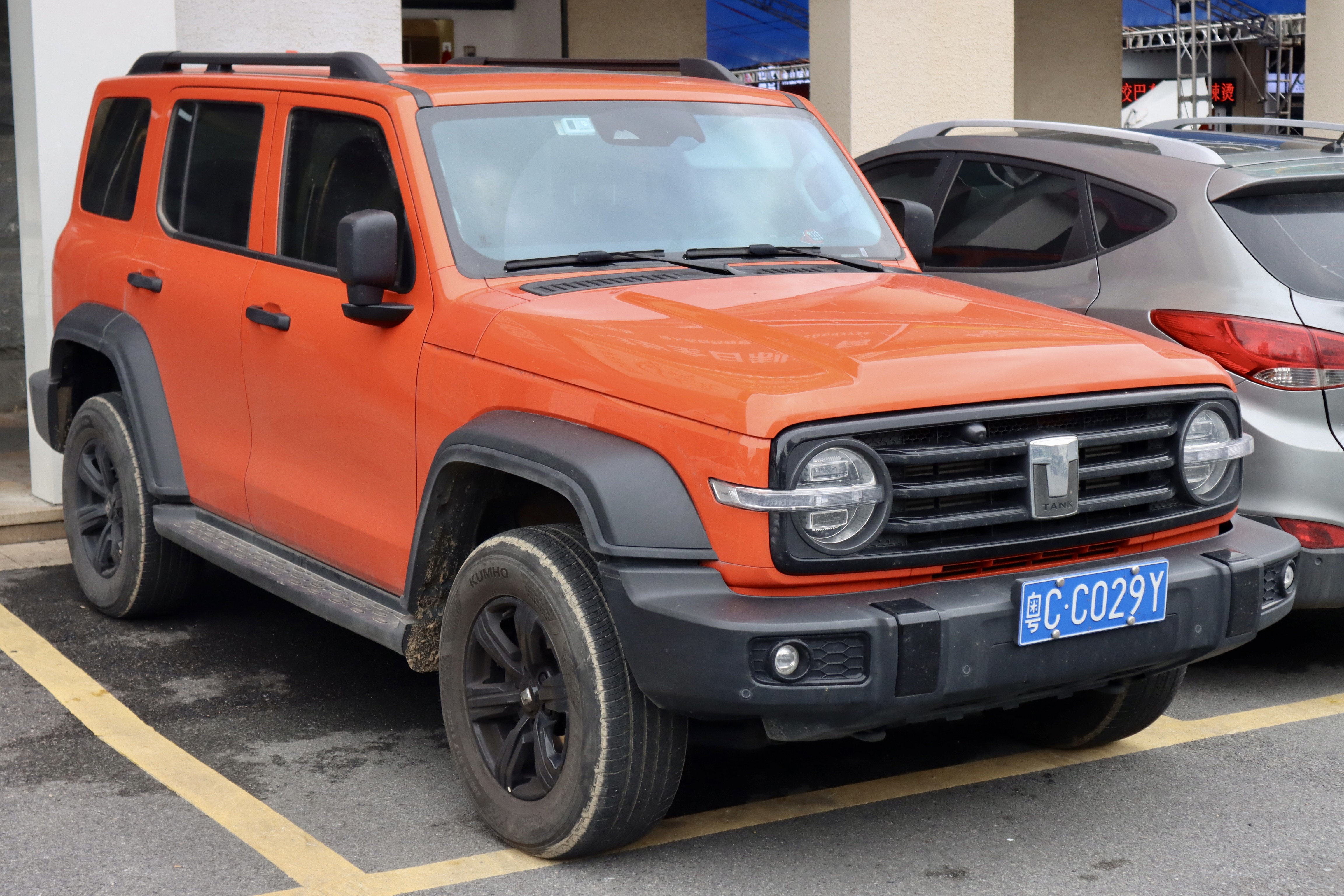
坦克300
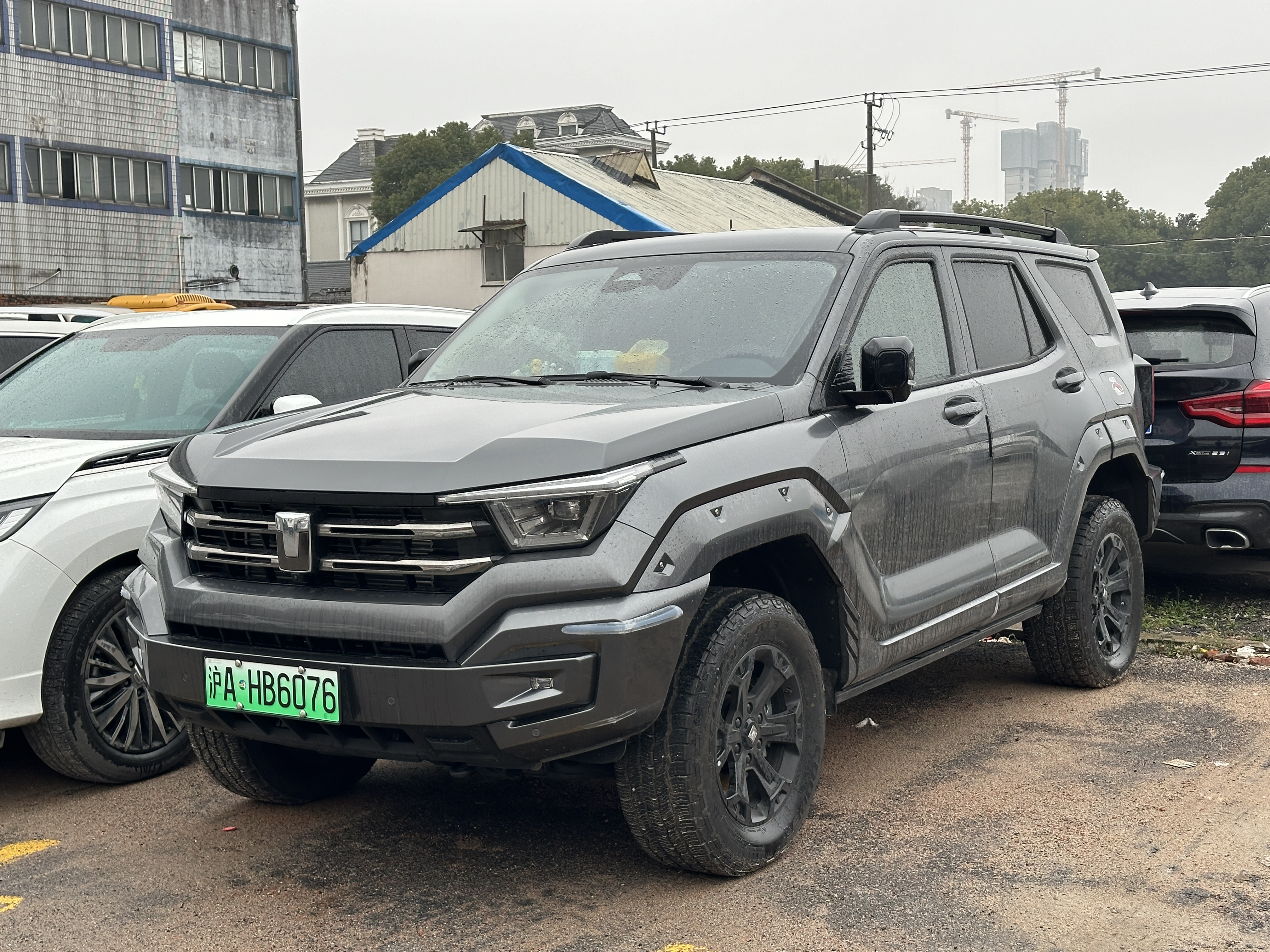
坦克400
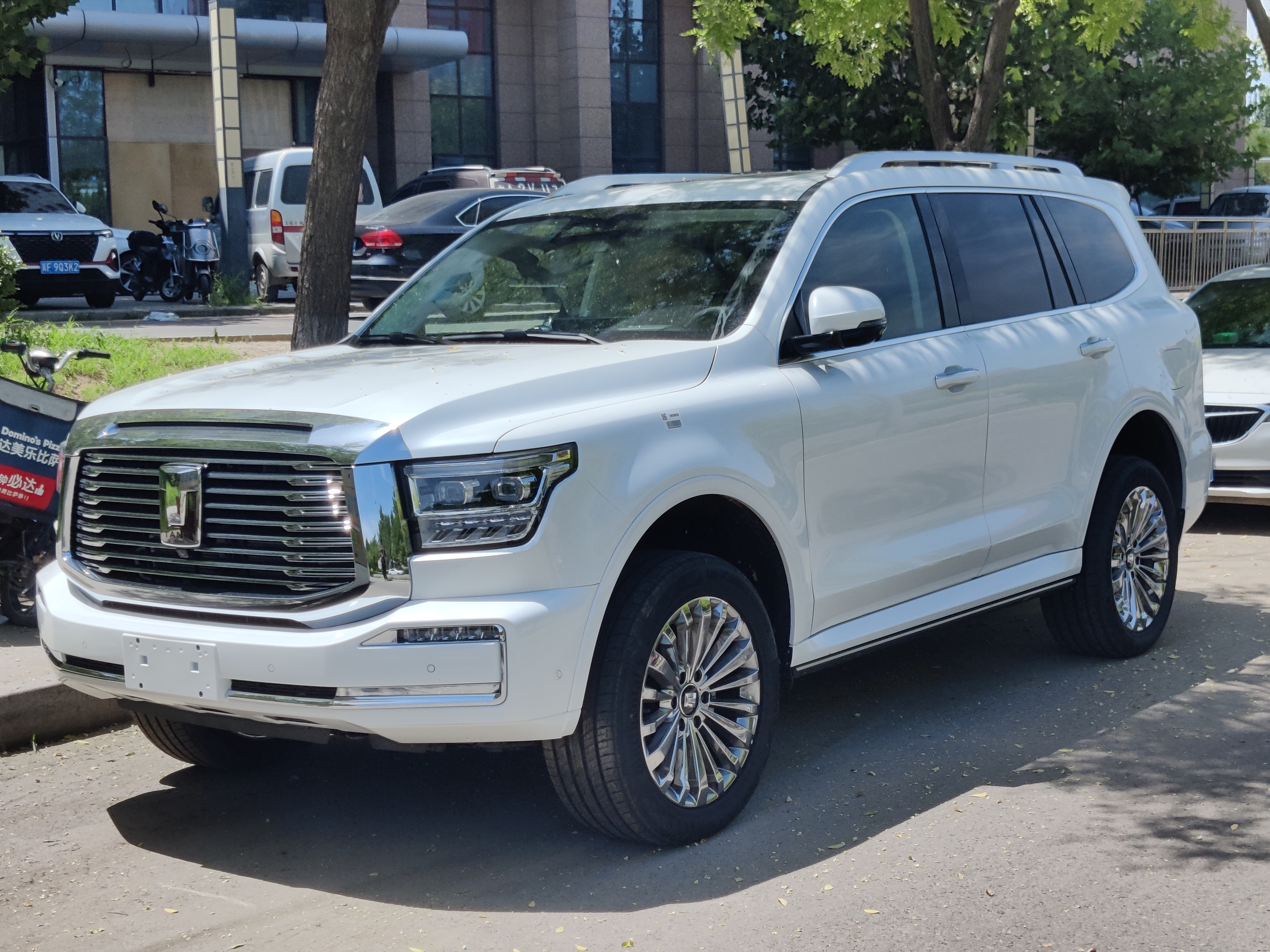
坦克500
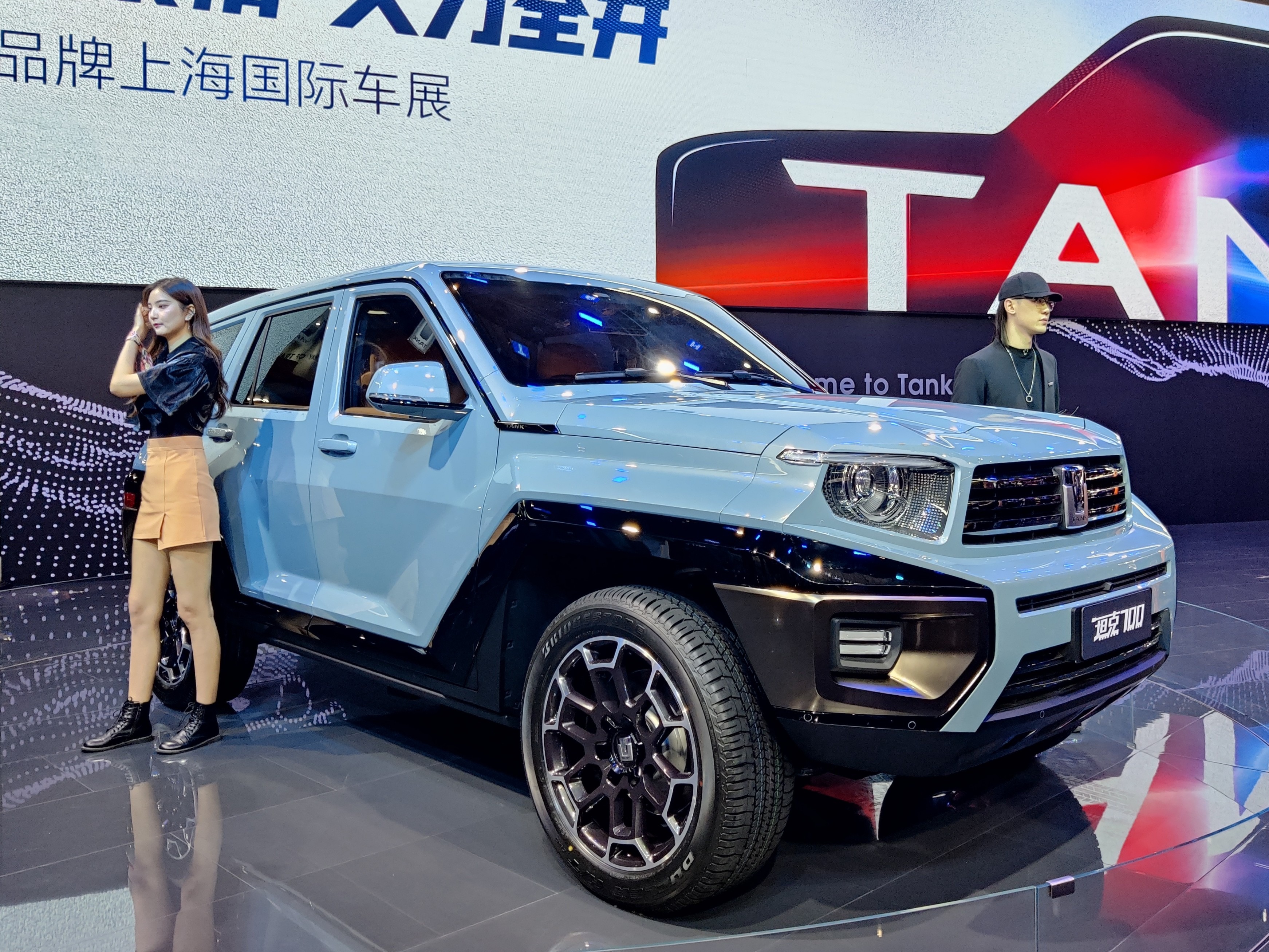
坦克700
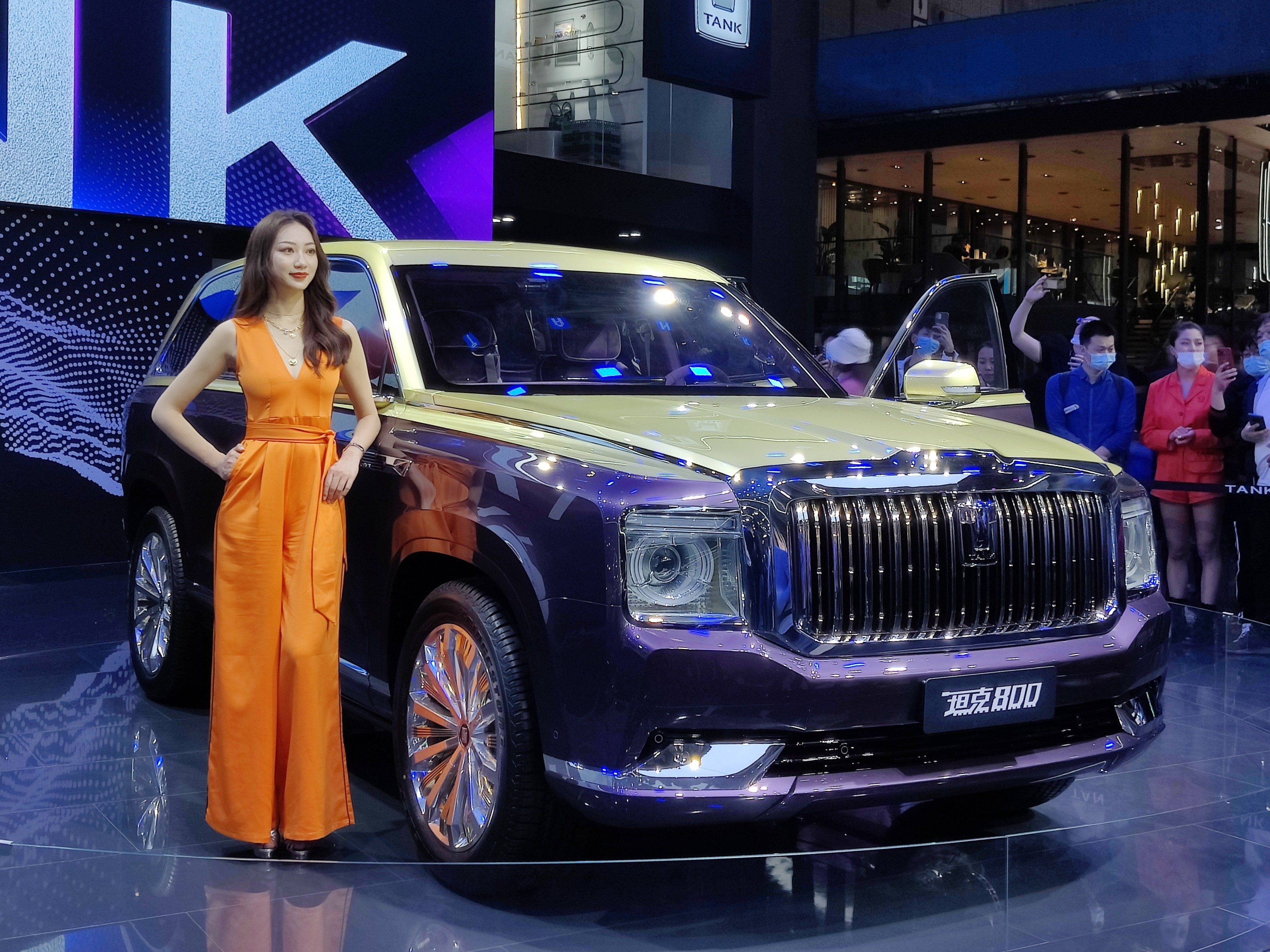
坦克800